# Bernhard Studer
Bernhard Studer   (Gunzgen, 5 d'agost de 1832 - Múnic, 1868) va ser un paisatgista suís.

## Biografia

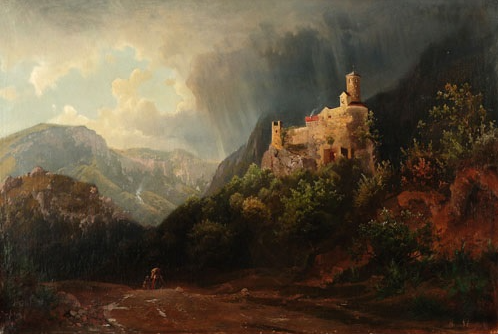
Vista del castell d'Alt-Bechburg

El seu pare, Leonz, era pintor de cases. Als catorze anys, va començar a estudiar dibuix amb un escultor anomenat Johann Georg Lüthy a Olten. Després d'això, va tornar a Solothurn i va assistir a les classes de dibuix de Gaudenz Taverna. El 1850, seguint el consell dels seus professors, es va matricular com a estudiant a l'Acadèmia de Belles Arts de Múnic. També va trobar feina als estudis del paisatgista Carl Millner. Després de dos anys, les dificultats econòmiques el van obligar a tornar a casa.

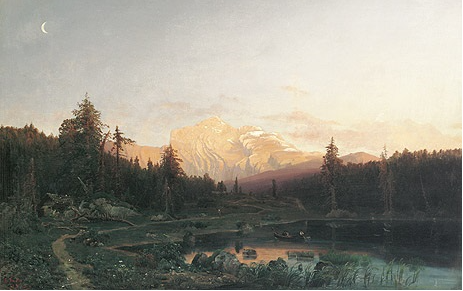
Paisatge al vespre al Hintersee (Ramsauer Ache) amb una vista de l’Hoher Göll

El 1853, amb un préstec estudiantil del cantó de Solothurn, va poder matricular-se a la Kunstakademie de Düsseldorf, on va ser exposat per primera vegada a l'Escola de pintura de Düsseldorf. Va estudiar amb Rudolf Wiegmann, Johann Wilhelm Schirmer i Hans Gude, tots ells pintors paisatgistes destacats. Allà, es va convertir en membre de Malkasten, una associació d'artistes. Va romandre a l'Akademie fins al 1856, quan va ser acomiadat per tenir una vida desordenada o poc ortodoxa.
Aquest mateix any, va anar amb el seu professor, Schirmer, a l’Acadèmia de Belles Arts de Karlsruhe. Durant aquests temps, va continuar exposant a Suïssa i va rebre una medalla de plata a Berna el 1857. Va tornar a Munic el 1865 i hi va morir tres anys més tard, pel que oficialment es va declarar una malaltia pulmonar progressiva.
S'esmenta en una novel·la biogràfica, "Hans Marbot", escrita per Erwin Friedrich Baumann. Aquest llibre recorre la vida del pare de Baumann Friedrich Baumann, un amic íntim de Studer que va ser el tema del seu únic retrat conegut.
Moltes de les seves obres es troben en col·leccions privades i s'està treballant per crear un catàleg raonat.